# Dark Metropolis
Dark Metropolis este un film SF distopic din 2010 cu conotații politice și spirituale, scris și regizat de Stewart St. John.  Este a doua parte din saga Creation Wars, după The Next Race: The Remote Viewings. Încă două părți sunt planificate a fi produse.

## Prezentare
Omenirea a pierdut un război de 300 de ani împotriva unei rase îmbunătățită genetic care a fost creată de oameni, abuzată și în cele din urmă torturată. Descendenții acestei rase - cunoscuți sub denumirea 'Ghen'- controlează planeta Pământ din orașe subterane avansate.

## Distribuție
- Bailey Chase - Aiden Pryme
- Pamela Clay - Hannalin Pryme
- Kristy Hulslander - Channeler
- Matt O'Toole - Brother Wikstrom
- Arthur Roberts - Potentate XXXIV
- Eric Scott Woods - Crecilius Pryme
- Mercedes LeAnza - tânăra Hanalin Pryme